# 动物王国 (电影)
《生存法則》（英語：Animal Kingdom）是一部2010年澳洲犯罪剧情片，大衛·米奇歐编剧并执导的导演处女作。Ben Mendelsohn、Joel Edgerton、Guy Pearce、James Frecheville、Luke Ford、Jacki Weaver和Sullivan Stapleton主演。取材自澳洲墨尔本Pettingill家族的犯罪故事。影片收获极高口碑和许多奖项的肯定。

## 剧情
约书亚·科迪是一名还未成年的青年，在其母亲因吸毒而死亡后，他只得搬到其外婆家居住。外婆珍妮有三个儿子——波普、克雷格和达伦，这个家庭从事着与毒品有关的犯罪活动。
一次警察开枪打死了毒贩巴里，为了替好友报仇，波普让约书亚偷了一辆轿车，并在夜间设下埋伏打死了前去调查的两名警员。于是波普、克雷格和达伦以及约书亚被以莱基为首的警方抓获。在面对警方的审讯时，由于没有充足的证据，再加上约书亚为其舅舅们作伪证开脱，因此令其舅舅们获释。而一方面精神病态者波普一直对约书亚不放心，担心其走漏风声，另一方面莱基认为青年约书亚与其舅舅有着本性的不同，他劝约书亚不要跟着舅舅犯罪，并想法设法从其口中得到警员被杀案的有力证据。
后来约书亚的女友去珍妮家找约书亚，由于波普怀疑她从约书亚口中得知了有关他们杀害警察的事，因此通过将她杀害。后来约书亚发觉女友遭到波普的毒手，于是逃离外婆家去找莱基，并因此作为证人被警方保护起来。波普、克雷格和达伦以故意杀人的罪名遭到逮捕后，珍妮为了救其子出来只得求助于律师怀特，遂决定找人干掉被保护中的约书亚。珍妮和怀特去找缉毒署长官，威胁他如果不干掉证人约书亚，其接受贿赂和贿腐的事实将会在庭审中曝光。因此缉毒署长官带手下人马到约书亚被秘密看守的地方去搜查，幸好约书亚及时逃走。
逃走后的约书亚由于害怕警察，因此去求助于外婆珍妮。珍妮和律师让约书亚作伪证，以为其舅舅开脱罪行，令其舅舅无罪获释。最后约书亚用枪打死了家中的波普，为挚爱的女友报了仇。

## 角色
- James Frecheville - Joshua 'J' Cody，Smurf的外孙，Pope、Craig 和 Darren的外甥。他成为 Craig 和 Darren的朋友，不过厌恶Pope。
- Ben Mendelsohn - Andrew 'Pope' Cody，精神病态者，Smurf最大的孩子，他最好的朋友和犯罪搭档是Barry Brown。
- Guy Pearce - Nathan Leckie，墨尔本的好警官。
- Jacki Weaver - Janine 'Smurf' Cody，家族的领袖，她是Pope, Darren 和 Craig的母亲，J的外婆。
- Joel Edgerton - Barry 'Baz' Brown, Pope最好的搭档好友，他与妻子Cathy都是Cody家族的好友。
- Sullivan Stapleton - Craig Cody，家中老二，毒贩，他和 Darren 尽力保护 J 远离Pope的威胁。
- Luke Ford - Darren Cody，家中老三，他只比J稍大一点，两人在小时候是好伙伴。
- Dan Wyllie - Ezra White，家族的律师，憎恨Leckie警官。
- Anthony Hayes - Det. Justin Norris，警察，Leckie的搭档。
- Laura Wheelwright - Nicky Henry
- Mirrah Foulkes - Catherine Brown
- Justin Rosniak - Det. Randall Roache
- Susan Prior - Alicia Henry
- Clayton Jacobson - Gus Emery
- Anna Lise Phillips - Justine Hopper

## 票房
澳大利亚收获435万美元，为2010年度澳洲票房第三高电影。全球累计577万美元。

## 奖项
影片获得澳洲电影学院奖12项提名，赢得最佳影片、导演、编剧、男主角（Ben Mendelsohn）、女主角（Jacki Weaver）、男配角（Joel Edgerton）在内的7个奖。Jacki Weaver还获得第68届金球奖和第83届奥斯卡金像奖最佳女配角提名。
国家评论协会将其评为年度最佳独立电影之一。